# Tanka
Il tanka (短歌, letteralmente, in giapponese,  "poesia breve"), anche chiamato waka o Yamato uta, è un componimento poetico d'origine giapponese di 31 morae.  
Nato nel V secolo d.C., grazie alla sua versatilità e alla pratica ininterrotta, non ha subito variazioni nel corso dei sedici secoli della sua storia.  
A partire soprattutto dal XVII secolo, i primi tre versi iniziarono ad essere usati come una poesia a sé, dando così vita all'haiku. 

## Struttura
È formato da 5 versi di 5 e 7 morae così disposti: 5, 7, 5, 7, 7.
È diviso in due parti: i primi tre versi formano il kami no ku (上の句, strofa superiore), gli ultimi due lo shimo no ku (下の句, strofa inferiore); le due parti devono produrre un effetto contrastante.

## Diffusione
Il tanka, come l'haiku, è molto diffuso e praticato in Giappone sia da letterati, sia da gente comune; in tale nazione, infatti, ancora adesso l'imperatore indice annualmente una competizione per il miglior tanka dell'anno, fornendo il tema a cui attenersi. Tra i migliori poeti si può menzionare Rofū Miki.
Il genere del tanka è stato praticato anche da autori occidentali, come ad esempio Jorge Luis Borges, Jacques Roubaud e Nicolas Grenier.

## Curiosità
Un esempio, eseguito da uno scrittore occidentale, si trova in uno dei 99 Esercizi di stile (Exercices de style) collezione di racconti dello scrittore francese Raymond Queneau.
Anche lo scrittore argentino Jorge Luis Borges nel suo libro di poesie L'oro delle tigri ha incluso un componimento intitolato semplicemente Tanka e cosi strutturato.